# أسد الله الزنجاني
أسد الله بن علي أكبر الزنجاني (4 فبراير 1866 - 7 أكتوبر 1935) فقيه مسلم ومؤلف إيراني - عراقي. ولد في بلدة ديزج بزنجان ونشأ ودرس المقدّمات فيها. انتقل إلى النجف ثم سامراء وهو تلميذ محمد حسن الشيرازي. وقد قضى أيام عمره في النجف في تدريس الفقه والأصول والتأليف. توفي فيها ودفن في العتبة العلوية. من آثاره تعليقات وحاشيات ورسالات في الأصول الفقه الجعفري الإسلامي منهم حاشية على الرسائل للأنصاري في ثلاثة مجلدات وكتاب البيع مبسوط و كتاب الخيارات وكتاب الطهارة وكتاب في مباحث الألفاظ من علم الأصول ورسالة في قاعدة أوفوا بالعقود إلخ.

## سيرته
ولد أسد الله بن عليّ أكبر بن رستم خان الزنجاني في بلدة ديزج بزنجان 19 رمضان سنة 1282 هـ/4 فبراير 1866 م ونشأ بها. درس المقدّمات العلمية هناك، ثمّ هاجر إلى العراق واستوطن النجف وحضر بحث هاشم الجهارسوقي، ثم في سامراء وحضر الأبحاث العالية على المجدد الشيرازي وخليفته محمّد تقي الشيرازي ومحمّد الفشاركي. عاد إلى النجف وأصبح من العلماء كبار، «محترماً من الطبقات الروحية والاجتماعية»، وكان مدرّساً.

توفي بالنجف 10 رجب (أو 9 رجب) 1354 هـ/ 7 أكتوبر 1935 م ودفن في العتبة العلوية بالصحن الشريف مقابل مقبرة الفاضل الشرابياني.

## مؤلفاته
- تعليقات على نجاة العباد في الفقه.
- حاشية الرسائل للأنصاري.
- رسالة في اللباس المشكوك.
- رسالة في قاعدة لا ضرر.
- كتاب البيع.
- كتاب الخيارات.
- كتاب الطهارة.
- كتاب في مباحث الألفاظ من علم الأصول .
- رسالة في قاعدة الناس مسلطون على أموالهم .
- رسالة في قاعدة أوفوا بالعقود .
- رسالة في اللباس المشكوك .